# Fiediajkino
Fiediajkino (ros. Федяйкино) – wieś w Rosji, w rejonie grazowieckim obwódu wołogodzkiego. W 2002 liczyła 9 mieszkańców, z kolei w 2010 populacja miejscowości wynosiła 5 osób.